# Chermignac
Chermignac ist eine französische Gemeinde mit 1274 Einwohnern (Stand: 1. Januar 2022) im Département Charente-Maritime in der Region Nouvelle-Aquitaine. Sie gehört zum Arrondissement Saintes und ist Mitglied im Gemeindeverband Saintes - Grandes Rives - L’Agglo. Die Einwohner werden Chermignacais und Chermignacaises genannt.

## Geografie

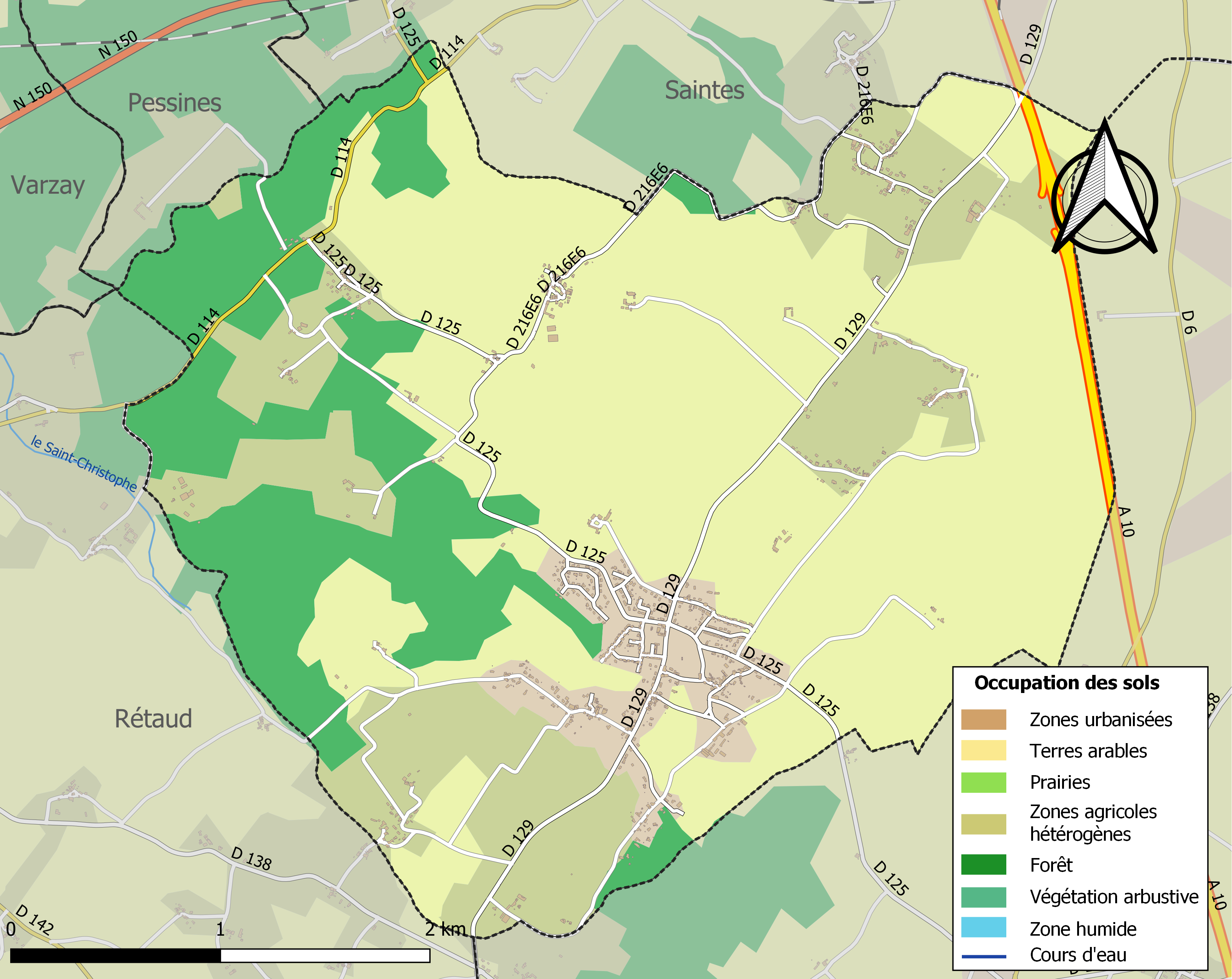
Bodennutzung, Hydrografie und Infrastruktur der Gemeinde

Chermignac liegt in der ehemaligen Provinz Saintonge etwa sieben Kilometer südsüdwestlich von Saintes. Etwa drei Viertel der Fläche der Gemeinde werden landwirtschaftlich genutzt, 18,6 % sind bewaldet.
Umgeben wird Chermignac von den fünf Nachbargemeinden:
| Pessines                 | Saintes                                     |        |
| Varzay (Berührungspunkt) | Kompassrose, die auf Nachbargemeinden zeigt |        |
| Rétaud                   |                                             | Thénac |

## Geschichte
In der Gegend um Chermignac wurden Kleinfunde aus prähistorischer Zeit gemacht. In der Antike lag der Ort unweit einer Römerstraße. Im Mittelalter entstanden in der Umgebung mehrere Prioratskirchen – ob die Kirche von Chermignac dazugehörte oder von vornherein als aufwendig gestaltete Pfarrkirche konzipiert war, ist nicht überliefert. Mitte bis Ende des 19. Jahrhunderts, während der Reblaus-Krise, machte Adolphe Ménudier auf seinem Gut bei Chermignac Versuche mit dem Pfropfen von traditionellen europäischen Weinschösslingen auf reblausresistente amerikanische Wurzelstöcke.

## Bevölkerungsentwicklung
| Chermignac: Einwohnerzahlen von 1793 bis 2020                                                                              | Chermignac: Einwohnerzahlen von 1793 bis 2020 | Chermignac: Einwohnerzahlen von 1793 bis 2020 | Chermignac: Einwohnerzahlen von 1793 bis 2020 | Chermignac: Einwohnerzahlen von 1793 bis 2020 |
| --- | --------------------------------------------- | --------------------------------------------- | --------------------------------------------- | --------------------------------------------- |
| Jahr |                                               |                                               |                                               | Einwohner                                     |
| 1793 | 1793                                          |                                               | 736                                           | 736                                           |
| 1800 | 1800                                          |                                               | 788                                           | 788                                           |
| 1806 | 1806                                          |                                               | 708                                           | 708                                           |
| 1821 | 1821                                          |                                               | 699                                           | 699                                           |
| 1831 | 1831                                          |                                               | 788                                           | 788                                           |
| 1836 | 1836                                          |                                               | 834                                           | 834                                           |
| 1841 | 1841                                          |                                               | 800                                           | 800                                           |
| 1846 | 1846                                          |                                               | 772                                           | 772                                           |
| 1851 | 1851                                          |                                               | 785                                           | 785                                           |
| 1856 | 1856                                          |                                               | 722                                           | 722                                           |
| 1861 | 1861                                          |                                               | 736                                           | 736                                           |
| 1866 | 1866                                          |                                               | 668                                           | 668                                           |
| 1872 | 1872                                          |                                               | 730                                           | 730                                           |
| 1876 | 1876                                          |                                               | 736                                           | 736                                           |
| 1881 | 1881                                          |                                               | 721                                           | 721                                           |
| 1886 | 1886                                          |                                               | 630                                           | 630                                           |
| 1891 | 1891                                          |                                               | 600                                           | 600                                           |
| 1896 | 1896                                          |                                               | 590                                           | 590                                           |
| 1901 | 1901                                          |                                               | 598                                           | 598                                           |
| 1906 | 1906                                          |                                               | 611                                           | 611                                           |
| 1911 | 1911                                          |                                               | 581                                           | 581                                           |
| 1921 | 1921                                          |                                               | 531                                           | 531                                           |
| 1926 | 1926                                          |                                               | 522                                           | 522                                           |
| 1931 | 1931                                          |                                               | 479                                           | 479                                           |
| 1936 | 1936                                          |                                               | 484                                           | 484                                           |
| 1946 | 1946                                          |                                               | 466                                           | 466                                           |
| 1954 | 1954                                          |                                               | 437                                           | 437                                           |
| 1962 | 1962                                          |                                               | 489                                           | 489                                           |
| 1968 | 1968                                          |                                               | 556                                           | 556                                           |
| 1975 | 1975                                          |                                               | 587                                           | 587                                           |
| 1982 | 1982                                          |                                               | 862                                           | 862                                           |
| 1990 | 1990                                          |                                               | 968                                           | 968                                           |
| 1999 | 1999                                          |                                               | 1.015                                         | 1.015                                         |
| 2006 | 2006                                          |                                               | 1.128                                         | 1.128                                         |
| 2013 | 2013                                          |                                               | 1.269                                         | 1.269                                         |
| 2020 | 2020                                          |                                               | 1.271                                         | 1.271                                         |
| Quelle(n): EHESS/Cassini bis 1999, INSEE ab 2006 Anmerkung(en): Ab 1962 offizielle Zahlen ohne Einwohner mit Zweitwohnsitz |                                               |                                               |                                               |                                               |

## Sehenswürdigkeiten

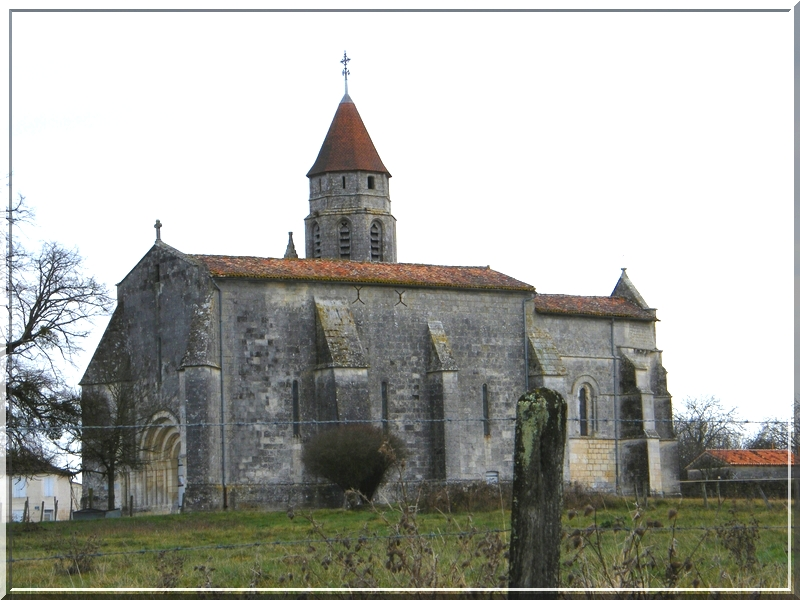
Kirche Saint-Quentin

- Die einschiffige spätromanische Kirche Saint-Quentin stammt in wesentlichen Teilen aus dem ausgehenden 11. Jahrhundert; der Bau wurde jedoch in den folgenden Jahrhunderten immer wieder verändert. Der seitlich an die Nordseite der Kirche angefügte – unten quadratische, oben oktogonale – Glockenturm mit seinen acht Schallöffnungen mit eingepasstem gotischem Maßwerk wird von einem kleineren Treppenturm begleitet und stammt wahrscheinlich aus dem 14. Jahrhundert. Das nach außen fast fensterlos wirkende Mauerwerk mit seinen mächtigen – sicherlich erst später hinzugefügten – Strebepfeilern verleiht dem Bauwerk das Aussehen einer Wehrkirche – ein Eindruck, der durch das fehlende Halbrund der Apsis noch verstärkt wird. In den Bogenläufen (Archivolten) des Westportals finden sich neben Weinranken auch rein ornamentale und sogar einige figürliche Darstellungen – darunter diverse Mischwesen (Chimären), aber auch ein mit einem Schurzfell bekleideter Schmied, Hammer und Zange in den Händen haltend, ist zu sehen. Das Kirchenschiff wurde im 15. Jahrhundert mit einem Rippengewölbe versehen; vier eindrucksvolle romanische Konsolfiguren (Liebespaar, Denker, Akrobat und Hornbläser) haben sich – versteckt in der Taufkapelle – jedoch erhalten. Die Kirche steht seit dem Jahr 1906 unter Denkmalschutz und ist als Monument historique klassifiziert.[6]

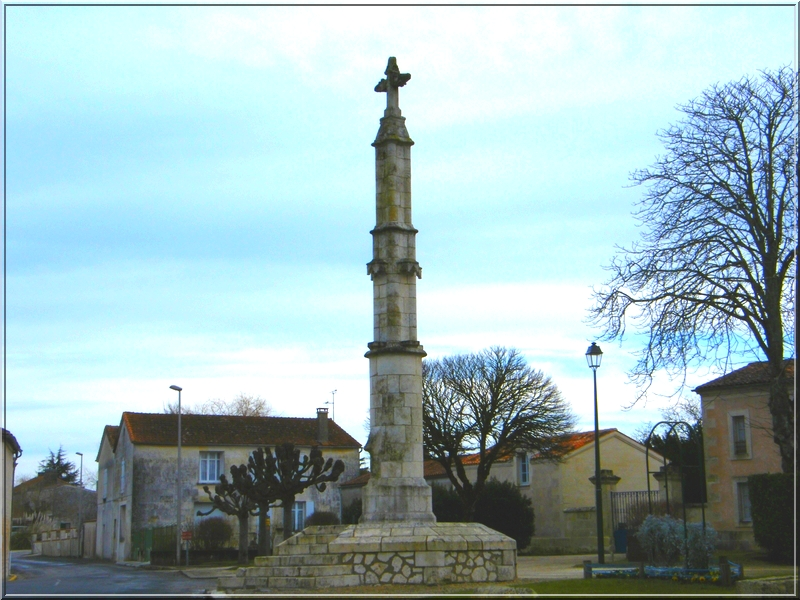
Hosianna-Kreuz

- Auf der Nordseite der Kirche befand sich ehemals der – später an den Ortsrand verlegte – Friedhof. Hier wurde im 15. Jahrhundert ein durch mehrere horizontale Gesimse gegliedertes Hosianna-Kreuz (croix hosannière) errichtet, das sich durch seinen abwechslungsreichen und sich nach oben mehrfach leicht verjüngenden Schaftaufbau mit einem oktogonalen Sockel, rundem Unterbau und zwei – von Eckdiensten begleiteten – quadratischen Oberteilen von den meisten seiner Art unterscheidet. Etwa auf Höhe der Schaftmitte finden sich vier von Baldachinen bekrönte Nischen; die ehemals wahrscheinlich dort angebrachten Figuren sind nicht erhalten. Ebenfalls ungewöhnlich ist das aufgesetzte lateinische Kreuz, dessen drei obere Arme spitz zulaufen und mit spätgotischem Blendmaßwerk geschmückt sind. Das Hosianna-Kreuz von Chermignac wurde ebenfalls im Jahr 1906 als Monument historique klassifiziert.[7]

## Wirtschaft
Für die umliegenden Landgemeinden war Chermignac schon im Mittelalter als zentraler Markt- und Handwerksort von Bedeutung. Landwirtschaft und Weinbau sind auch heute aus dem Wirtschaftsleben des Ortes nicht wegzudenken: Chermignac liegt am westlichen Rand der Fins Bois des Weinbaugebietes Cognac. Seit den 1970er und 1980er Jahren ist der Tourismus (Vermietung von Ferienwohnungen) als Einnahmequelle hinzugekommen.

## Verkehr
Die Autoroute A 10 „L’Aquitaine“ von Paris nach Bordeaux durchquert den östlichen Rand des Gemeinde mit einem Rastplatz aber ohne Anschlussstelle.